# Winand Simons
Winand Simons (* 5. November 1779 in Elberfeld (heute Stadtteil von Wuppertal); † 1. April 1856 ebenda) war ein Unternehmer und Stadtrat von Elberfeld.

## Leben
Winand Simons war der Sohn von Johann Simons und Anna Margaretha Engels, einer Großnichte 3. Grades von Johann Caspar Engels. Simons Vater begründete 1760 die Industrie der Seidenweberei in Elberfeld. Nach dessen Tod führte Winand Simons das Unternehmen mit seinen Brüdern Benjamin Simons (1764–1822) und Johann Simons jr. (1771–1817), die er beide um mehr als 30 Jahre überlebte, unter dem Namen Johann Simons Erben weiter. In seiner Zeit wuchs das Unternehmen auf über 2000 Arbeiter an. In dieser Funktion empfing er unter anderem den späteren Kaiser Wilhelm I. und seine Frau Augusta von Sachsen-Weimar-Eisenach (1854), die Fürsten Karl (1852) und seinen Sohn Karl Anton (1852, 1853, 1854) von Hohenzollern-Sigmaringen, den Finanzminister Ernst von Bodelschwingh der Ältere (1853) und den  Regierungspräsidenten Leo von Massenbach (1852, 1853), die sich seine Fabrik zeigen ließen.
Simons war über 12 Jahre in Elberfeld in öffentlichen Ämtern tätig. Zunächst als Beigeordneter und bis 1837 als Stadtrat von Elberfeld. Er war der Chef der Elberfelder Bürgerwehr, deren Gründung nach der schnellen Unterdrückung der Unruhen im August und September 1830 in Elberfeld angestrebt wurde. Im ersten Quartal 1831 wurde er als Geschworener für Düsseldorfer Assise ausgewählt. Winand Simons gehörte zu den Kaufleuten, die 1833 die Zwangsversteigerung des Logenhauses der Elberfelder Freimaurerloge Hermann zum Lande der Berge in der Hochstraße beantragten. Im selben Jahr wurde Simons in den Direktorialrat der Rheinisch-Westindische Kompagnie gewählt. Zudem war er im Direktorialrat der Vaterländischen Feuer-Versicherungs-Gesellschaft in Elberfeld und Mitglied im Verein zur Beförderung des Gewerbefleißes in Preußen sowie dem  Elberfelder Bürgerverein für Kriegszeiten. Simons war Subscribent von Gotthard Oswald Marbachs 1840 erschienenen Das Nibelungenlied. Winand Simons war Mitglied des geschäftsführenden Komitees der Aktiengesellschaft, die 1841 den Rückkauf und den anschließenden Umbau des Elberfelder Theaters durch Christian Heyden an der Hofaue organisierte, das 1844 eröffnet wurde. Adolf Hohneck fertigte 1848 einen Stahlstich von Simons an.
1848 und 1850 wurde er zum Wahlmann für die Wahlen zur Preußischen Nationalversammlung gewählt. Dabei kam es auch zu dem Fall, dass eine Wahl für illegal erklärt wurde, da Simons nicht in dem Bezirk lebte, für den er gewählt wurde. Nach dem Elberfelder Aufstand im Zuge der Deutschen Revolution 1848/1849 wurde Winand Simons im Prozess gegen die Elberfelder Mai-Aufständischen als Zeuge vernommen und gab an, dass er mit dem Kommandeur des Sicherheitsausschusses, Otto von Mirbach, über eine Abzugssumme für Truppen verhandelt hatte. Außerdem wurde Winand Simons’ Wagen im Zusammenhang mit dem Barrikadenbau beim Elberfelder Aufstand als Transportmittel für Material im Prozess erwähnt.
Simons wurde mit dem Roten Adlerorden ausgezeichnet. Nachdem er am 18. Januar 1832 vom preußischen König Friedrich Wilhelm III. zum Ritter III. Klasse ernannt worden war, folgte am 20. Januar 1856 auf Befehl des Königs Friedrich Wilhelm IV. die Auszeichnung in der II. Klasse mit Schwertern am Ringe ohne Eichenlaub.
Winand Simons war mit Jakobina Achenbach, einer Tante des Schriftstellers Hermann Achenbach verheiratet. Sie war die Tochter von Wilhelm Christoph Heinrich Achenbach und Maria Katharina Sibylla Mumm, einer Schwester von Peter Arnold Mumm. Das Ehepaar hatte 12 Kinder. Ihre erste Tochter Amalia Simons heiratete 1823 Wilhelm Wortmann, den Sohn des Elberfelder Bürgermeisters Peter Jakob Wortmann. Ihr erster Sohn war der spätere preußische Justizminister Ludwig Simons. Ihre Tochter Julia Simons heiratete 1828 den Bankier Carl von der Heydt. Ihr zweiter Sohn Moritz Simons heiratete Augusta Wever, eine Enkelin von Abraham Kersten und wurde ab 1834 ebenfalls Teilhaber von Johann Simons Erben. Ihr Sohn Rudolf Simons heiratete 1845 Helena Julia Siebel, eine Urenkelin des Elberfelder Bürgermeisters Johann Rüttger Siebel.
Simons starb nach längerer Krankheit in Folge eines Schlaganfalls. Er vermachte dem städtischen Waisenhaus testamentarisch 3000 Thaler als unantastbares Kapital, dessen Zinsen dauerhaft zur Unterstützung des Waisenhauses verwendet werden sollten.